# Diederik Wissels
Diederik Wissels, né à Rotterdam le 6 décembre 1960, est un pianiste de jazz néerlandais

## Biographie
En 1968, Diederik Wissels s'installe à Bruxelles où il fréquente l'école européenne, puis il suit les cours du Berklee College of Music à Boston. Il a joué avec Chet Baker, Joe Henderson et Toots Thielemans. Parmi ses enregistrements solo ou en duo : The Hillock Songstress (1994), From This Day Forward (1997), Streams avec Bart Defoort (2001), Song of You (2004) et Pasarela (2017) pour le label Igloo Records. Il a joué et enregistré avec David Linx.

## Récompenses et distinctions
- En 2005 il reçoit le Grand Prix du Disque for Jazz de l'Académie Charles-Cros, le Prix Adami et le Prix du Musicien Européen de l'Académie du jazz pour le disque "One Heart, three voices".
- Le 9 avril 2014 il reçoit le Prix meilleur artiste Jazz avec David Linx au Octaves de la musique.